# Telescopio

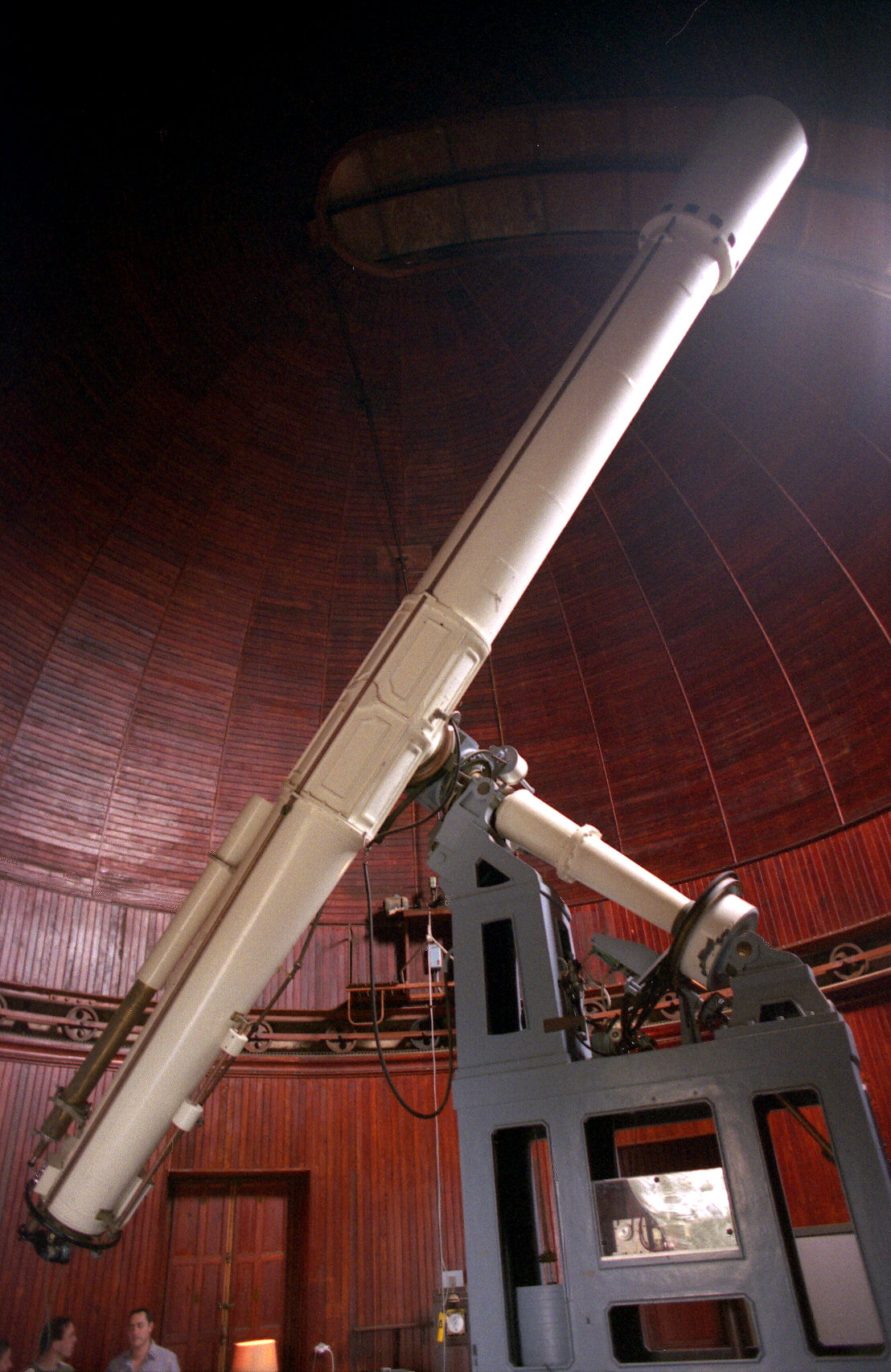
Telescopio en el observatorio de Niza, Francia.

Se denomina telescopio (del prefijo tele- y el sufijo -scopio, y estos del prefijo griego τηλε- [tele-], ‘lejos’, y la raíz griega σκοπ- [skop-], ‘ver’) al instrumento óptico que permite observar objetos lejanos con mucho más detalle que a simple vista al captar radiación electromagnética, tal como la luz. Es un utensilio fundamental en astronomía, y cada desarrollo o perfeccionamiento de este instrumento ha permitido avances en nuestra comprensión del universo. A través del telescopio es posible observar elementos astronómicos como las estrellas, planetas, la Luna, el Sol, nebulosas, cúmulos estelares o galaxias.  
Gracias al telescopio —desde que Galileo Galilei en 1610 lo usó para observar la Luna, el planeta Júpiter y las estrellas— el ser humano pudo, por fin, empezar a conocer la verdadera naturaleza de los cuerpos celestes que nos rodean y nuestra ubicación en el universo.
Los telescopios ópticos son una subclase de los telescopios, de los que existen otros tipos, como los radiotelescopios, los telescopios infrarrojos o los ultravioletas. Aunque la palabra telescopio, sin más adjetivos, se asocia comúnmente a los telescopios ópticos, el desarrollo de técnicas como la interferometría astronómica y la radiotelescopía hacen que el término abarque una serie de nuevos instrumentos con características muy distintas de las de los telescopios ópticos tradicionales.

## Invento

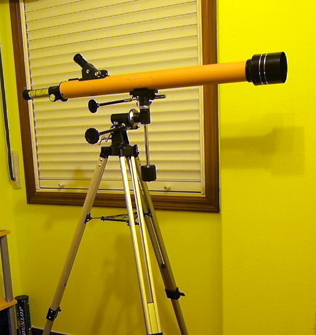
Telescopio refractor de aficionado con 60 mm de abertura.

La fabricación y las propiedades de las lentes se conocían desde la época de los antiguos griegos. Eruditos como el científico egipcio Alhacén hicieron importantes contribuciones al estudio de la Óptica. Sin embargo, las lentes no se introdujeron en Europa hasta alrededor del siglo XIII. Las primeras gafas ya estaban disponibles en ciudades como Venecia y Florencia alrededor del año 1300, y pronto se produjeron avances en la fabricación y el pulido de lentes. Por tanto, ya se disponía de las herramientas para fabricar un telescopio, pero su invención tuvo que esperar tres siglos.
Hans Lippershey, un fabricante de lentes neerlandés, solicitó la primera patente para un telescopio en 1608. El diseño de Lippershey consistía en una lente objetivo convexa y una lente ocular cóncava, lo que permitía la ampliación y la observación clara de objetos distantes.
Galileo Galilei, al recibir noticias de este invento, decidió diseñar y construir uno. En 1609 mostró el primer telescopio astronómico registrado. Gracias a él, hizo grandes descubrimientos en astronomía, entre los que destaca la observación, el 7 de enero de 1610, de cuatro de las lunas de Júpiter girando en una órbita en torno a ese planeta.
Conocido hasta entonces como la lente espía, el nombre «telescopio» fue propuesto por el matemático griego Giovanni Demisiani el 14 de abril de 1611, durante una cena en Roma en honor de Galileo, una reunión en la que los asistentes pudieron observar las lunas de Júpiter por medio del aparato que el célebre astrónomo había traído consigo.
Existen distintos tipos de telescopio: refractores, que utilizan lentes; reflectores, que tienen un espejo cóncavo en lugar de la lente del objetivo, y catadióptricos, que poseen un espejo cóncavo y una lente correctora que sostiene además un espejo secundario. El telescopio reflector fue inventado por Isaac Newton en 1688 y constituyó un importante avance sobre los telescopios de su época al corregir fácilmente la aberración cromática característica de los telescopios refractores.
En recientes investigaciones del informático Nick Pelling, atribuyen la autoría al gerundense Juan Roget en 1590, cuyo invento habría sido copiado (según esta investigación) por Zacharias Janssen, quien el día 17 de octubre de 1608 lo patentó. Poco después, el día 20, Jacob Metius intentó patentarlo. Fueron estos hechos los que despertaron las suspicacias de Nick Pelling, quien, basándose en las pesquisas de José María Simón de Guilleuma (1886-1965), sugiere que el legítimo inventor fue Juan Roget. En varios países se ha difundido la idea errónea de que el inventor fue el neerlandés Christiaan Huygens, quien nació mucho tiempo después.

## Características

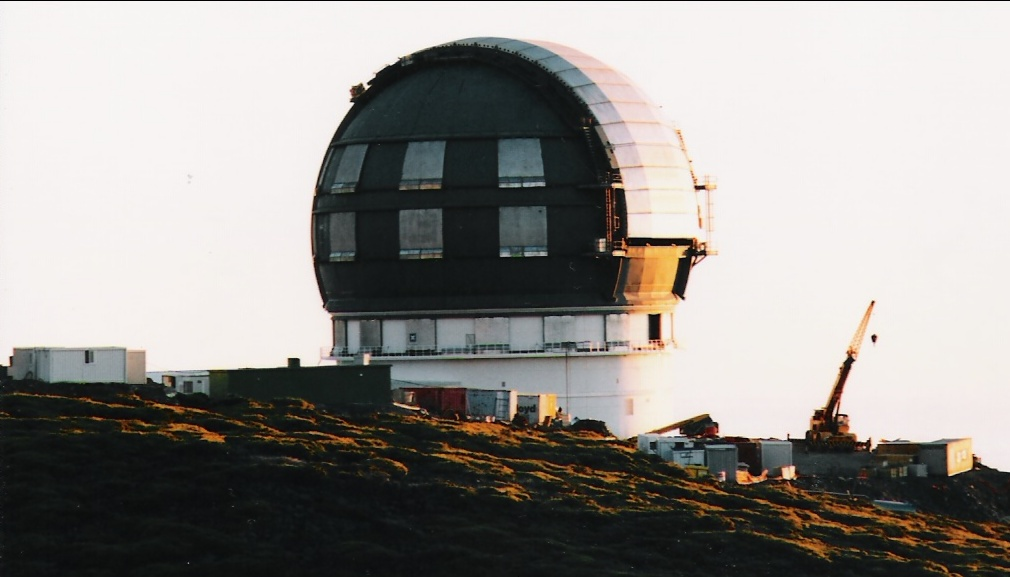
Gran Telescopio de Canarias (La Palma)

El parámetro más importante de un telescopio es la apertura, es decir, el diámetro de su «lente objetivo», por donde entra la luz. Un telescopio de aficionado generalmente tiene entre 76 y 150 mm de diámetro y permite observar algunos detalles planetarios y muchos objetos del cielo profundo (cúmulos, nebulosas y algunas galaxias). Los telescopios que superan los 200 mm de diámetro permiten ver detalles lunares finos, detalles planetarios importantes y una gran cantidad de cúmulos, nebulosas y galaxias brillantes. 
Para caracterizar un telescopio y utilizarlo, se emplean una serie de parámetros y accesorios:
- Diámetro del objetivo o apertura, abreviado como D: diámetro del espejo o lente primaria del telescopio.
- Aumentos: Es la cantidad de veces que un instrumento multiplica el tamaño aparente de los objetos observados. Equivale a la relación entre la longitud focal (distancia focal) del telescopio y la longitud focal del ocular (DF/df). Por ejemplo, un telescopio de 1000 mm de distancia focal, con un ocular de 10mm de df. proporcionará un aumento de 100 (se expresa también como 100XXX). Para saber los aumentos máximos que soporta tu telescopio se ha  multiplicar la apertura por dos. Si el telescopio tiene 100 mm de apertura no se ha de usar nunca más de 200 aumentos, las imágenes tendrán muy mala resolución.
- Lente de Barlow: lente que generalmente duplica o triplica los aumentos del ocular cuando se observan los astros.
- Distancia focal, abreviada como F (mayúscula): es la longitud focal del telescopio, que se define como la distancia desde el espejo o la lente principal hasta el foco o punto donde se sitúa el ocular.
- Razón focal, razón focal, f/ratio o número f (minúscula): es el cociente entre la distancia focal (mm) y el diámetro o apertura (mm). Por ejemplo, para un telescopio con una Distancia focal de 650 mm y una Apertura (diámetro) de 130 mm su relación focal sería f/5. Es un indicador de la luminosidad del telescopio, cuanto más corta es la Distancia focal F y más grande la Apertura D, más luminoso será el telescopio.
- Ocular: accesorio pequeño que colocado en el foco del telescopio permite magnificar la imagen de los objetos.
- Portaocular: orificio donde se colocan el ocular, reductores o multiplicadores de focal (p. ej. lentes de Barlow) o cámaras fotográficas.
- Prisma o diagonal: que permite desviar la imagen procedente del tubo principal para poder observarla desde una posición más cómoda. Está provisto de un espejo a 45° que refleja el haz de luz 90°, facilitando la observación.
- Filtro: pequeño accesorio que generalmente opaca la imagen del astro pero que dependiendo de su color y material permite mejorar la observación. Se ubica delante del ocular, y los más usados son el lunar (verde-azulado, mejora el contraste en la observación de nuestro satélite), y el solar, con gran poder de absorción de la luz del Sol para no lesionar la retina del ojo.
- Magnitud límite: es la magnitud máxima que teóricamente puede observarse con un telescopio dado, en condiciones de observación ideales. La fórmula para su cálculo es: m(límite) = 6,8 + 5log(D) (siendo D el diámetro en centímetros de la lente o el espejo del telescopio).
- Trípode: conjunto de tres patas generalmente metálicas que le dan soporte y estabilidad al telescopio.
- Montura: consigue que la imagen sea estable, que no tenga vibraciones y sobre todo te permitirá realizar seguimientos adecuadamente.
- Buscador: con el buscador puedes ver una parte de cielo mucho más grande que con el telescopio, lo que hace que sea más fácil localizar el objeto que quieres observar.

## Monturas

### Montura altazimutal
Una montura de telescopio sencilla es la montura altitud-azimut o altazimutal, abreviado como AZ. Es similar a la de un teodolito. Una parte gira en acimut (en el plano horizontal), y otro eje sobre esta parte giratoria permite además variar la inclinación del telescopio para cambiar la altitud (en el plano vertical). Una montura Dobson es un tipo de montura altazimutal que es muy popular dado que resulta sencilla y barata de construir.

### Montura ecuatorial

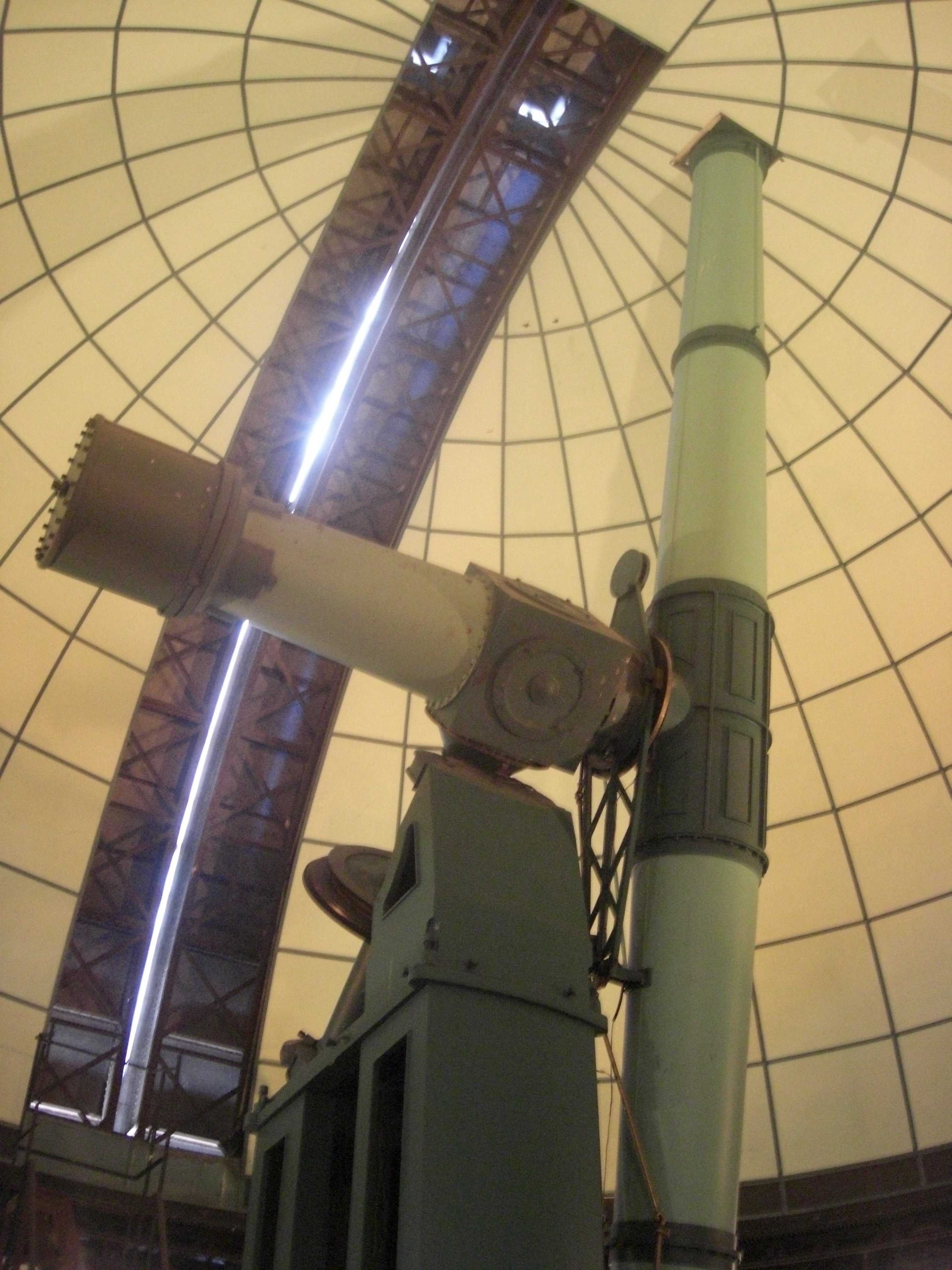
Telescopio ecuatorial de la Facultad de Ciencias Astronómicas y Geofísicas de la Universidad Nacional de La Plata.

El principal problema de usar una montura altazimutal es que ambos ejes tienen que ajustarse continuamente para compensar la rotación de la Tierra. Incluso haciendo esto controlado por computadora, la imagen gira a una tasa que varía dependiendo del ángulo de la estrella con el polo celeste (declinación). Este efecto (conocido como rotación de campo) hace que una montura altazimutal resulte poco práctica para realizar fotografías de larga exposición con pequeños telescopios.
La mejor solución para telescopios astronómicos pequeños consiste en inclinar la montura altazimutal de forma que el eje de azimut resulte paralelo al eje de rotación de la Tierra; a esta se la denomina una montura ecuatorial, que se abrevia como EQ.
Existen varios tipos de montura ecuatorial, entre los que se pueden destacar la alemana y la de horquilla.

### Monturas electrónicas
Los grandes telescopios modernos usan monturas altazimutales controladas por ordenador que, para exposiciones de larga duración, o bien hacen girar los instrumentos, o tienen rotadores de imagen de tasa variable en una imagen de la pupila del telescopio.

### Otras monturas
Hay monturas incluso más sencillas que la altazimutal, generalmente para instrumentos especializados. Algunos son: de tránsito meridiano (solo altitud); fijo con un espejo plano móvil para la observación solar; de rótula (obsoleto e inútil para astronomía).

## Tipos de telescopios

### Ópticos
Un telescopio óptico es un tipo de telescopio que capta y enfoca luz, principalmente de la parte visible del espectro electromagnético, para crear una imagen aumentada. Esta imagen puede ser vista directamente, o servir para hacer una fotografía o para recoger datos a través de sensores de imagen electrónica.

#### Refractor

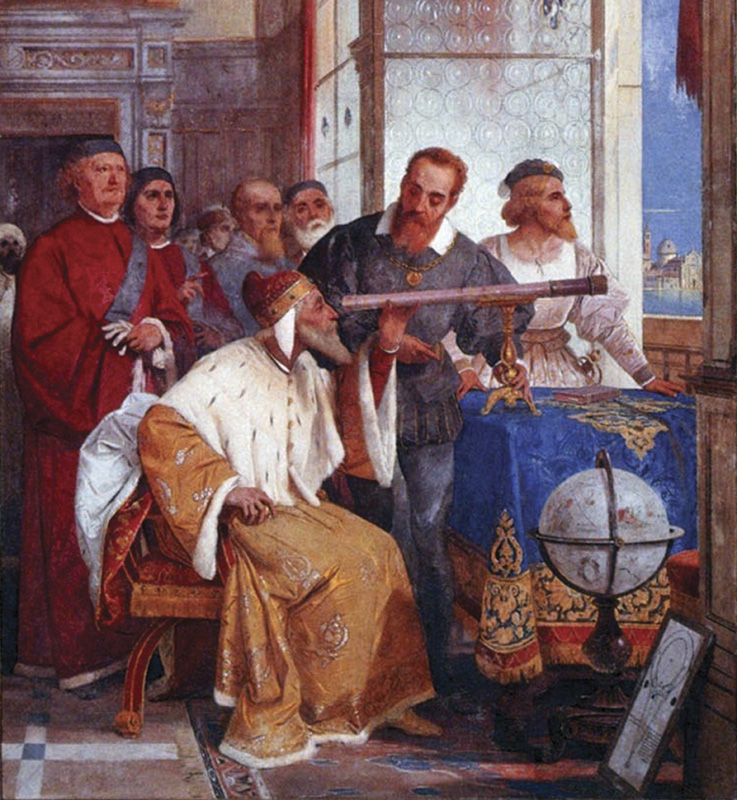
Telescopio refractario de Galileo

Un telescopio refractor es un sistema óptico centrado, que capta imágenes de objetos lejanos utilizando un sistema de lentes convergentes en los que la luz se refracta. La refracción de la luz en la lente del objetivo hace que los rayos paralelos, procedentes de un objeto muy alejado (en el infinito), converjan sobre un punto del plano focal. Esto permite mostrar los objetos lejanos mayores y más brillantes.

#### Reflector

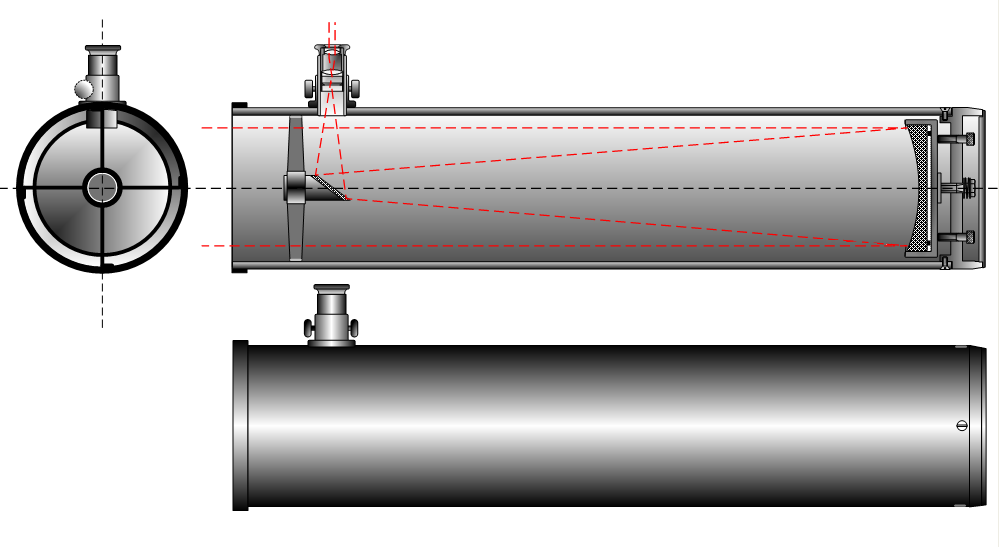
Telescopio reflector newtoniano

El diseño del telescopio reflector, se lo debemos a Isaac Newton, quien diseñó el primer telescopio reflector (newtoniano) en el siglo XVII.
Un telescopio reflector es un telescopio óptico que utiliza espejos en lugar de lentes para enfocar la luz y formar imágenes. Los telescopios reflectores o Newtonianos utilizan dos espejos, uno en el extremo del tubo (espejo primario), que refleja la luz y la envía al espejo secundario y este la envía al ocular.
Este tipo de telescopio tiene varias ventajas con respecto a los refractores, entre ellas la ausencia de aberración por cromatismo y el menor peso a similar distancia focal.
En cambio en reflectores de baja calidad (basados en espejos esféricos) la aberración por coma es bastante habitual. Además, la necesidad de un espejo secundario para desviar la luz al ocular incide negativamente en el contraste de la imagen.
Pero la principal virtud es la relación entre calidad, apertura y precio. Un reflector newtoniano de calidad medio-alta es más sencillo de fabricar y por lo tanto mucho más económico que un refractor de calidad y apertura similar.

#### Catadióptrico
Es básicamente un telescopio compuesto que utiliza tanto lentes como espejos. 
Existen varios diseños. En concreto este se trata del sistema Schmidt-Cassegrain. La luz penetra en el tubo a través de una lente correctora, viaja hasta el fondo del tubo, donde es reflejada por un espejo, y vuelve hasta la "boca" del tubo. Aquí, es de nuevo reflejada por otro espejo y enviada al fondo del tubo. Pasa a través de un orificio que posee el espejo primario e incide en el ocular, colocado detrás. 
Su ventaja radica en su relativo pequeño tamaño en relación con su distancia focal.

##### Cassegrain

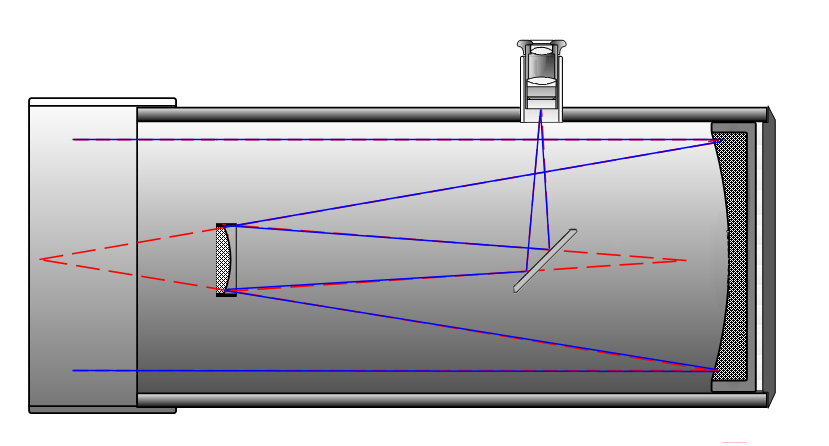
Diagrama del recorrido de la luz en un telescopio Cassegrain.

El Cassegrain es un tipo de telescopio reflector que utiliza tres espejos. El principal es el que se encuentra en la parte posterior del cuerpo del mismo. Generalmente posee forma cóncava paraboloidal, ya que ese espejo debe concentrar toda la luz que recoge en un punto que se denomina foco. La distancia focal puede ser mucho mayor que el largo total del telescopio.
El segundo espejo es convexo se encuentra en la parte delantera del telescopio, tiene forma hiperbólica y se encarga de reflejar nuevamente la imagen hacia el espejo principal, que se refleja, en otro espejo plano inclinado a 45 grados, enviando la luz hacia la parte superior del tubo, donde está montado el objetivo. 
En otras versiones modificadas el tercer espejo, está detrás del espejo principal, en el cual hay practicado un orificio central por donde la luz pasa. El foco, en este caso, se encuentra en el exterior de la cámara formada por ambos espejos, en la parte posterior del cuerpo.

### Radiotelescopio
Un radiotelescopio es una antena y un receptor de radio especializado que se utiliza para detectar ondas de radio de fuentes de radio astronómicas procedentes del espacio. Los radiotelescopios son el principal instrumento de observación utilizado en la radioastronomía, que estudia la porción de radiofrecuencia del espectro electromagnético emitido por los objetos astronómicos, al igual que los telescopios ópticos son el principal instrumento de observación utilizado en la astronomía óptica tradicional, que estudia la porción de onda de luz del espectro procedente de objetos astronómicos. A diferencia de los telescopios ópticos, los radiotelescopios se pueden utilizar tanto de día como de noche.
Dado que las fuentes de radio astronómicas, como los planetas, las estrellas, las nebulosas y las galaxias, están muy lejos, las ondas de radio que provienen de ellas son extremadamente débiles, por lo que los radiotelescopios requieren antenas muy grandes para recolectar suficiente energía de radio para estudiarlas y equipos de recepción extremadamente sensibles. Los radiotelescopios suelen ser grandes antenas parabólicas similares a las empleadas para rastrear y comunicarse con satélites y sondas espaciales. Pueden usarse individualmente o enlazarse electrónicamente en una matriz. Los observatorios de radio se ubican preferentemente lejos de los principales centros de población para evitar la interferencia electromagnética de las emsiones de radio, televisión, radar y otros dispositivos electrónicos fabricados por el hombre.

## Telescopios famosos

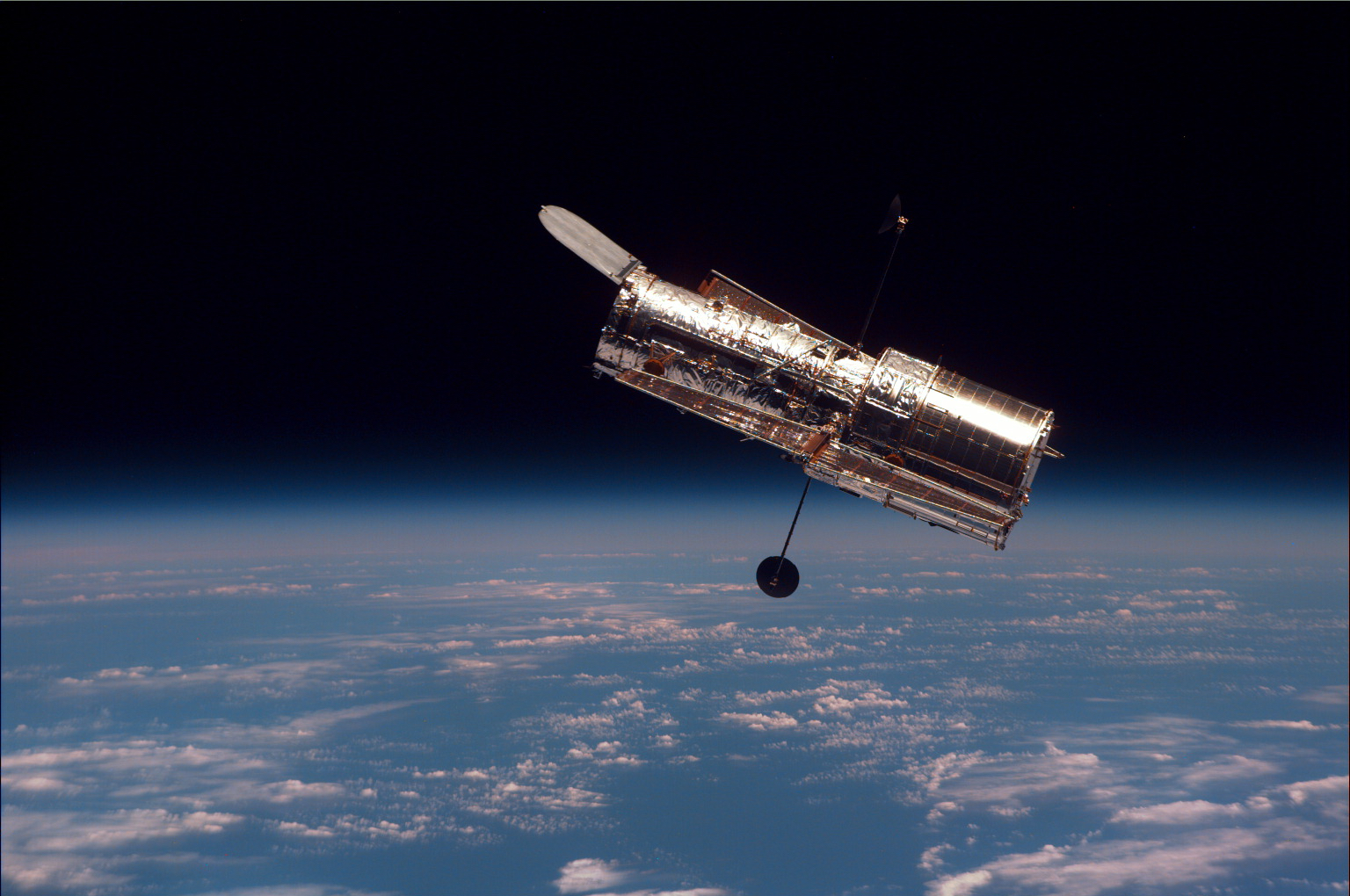
El telescopio espacial Hubble visto desde el Transbordador espacial Discovery durante la misión STS-82.

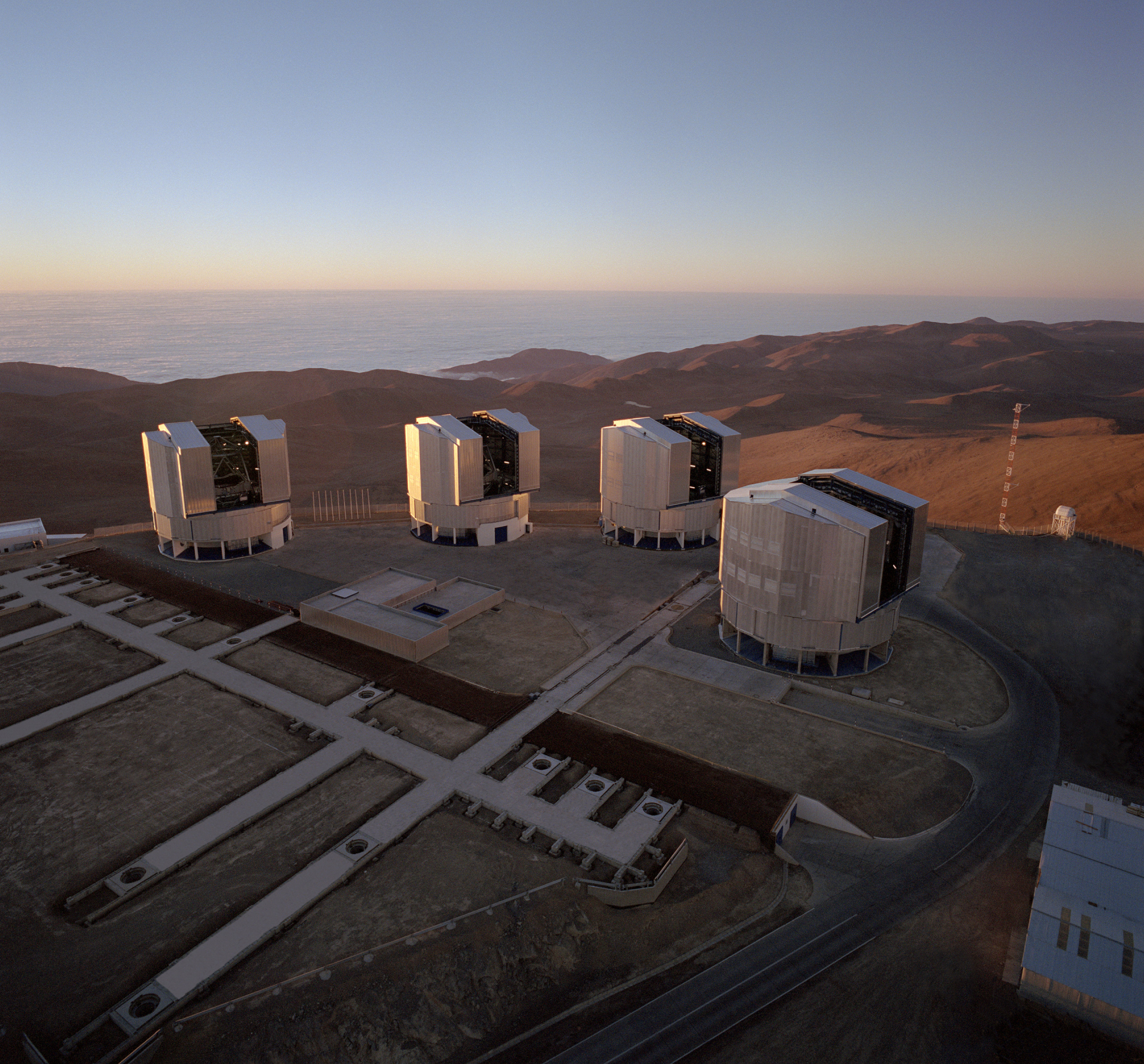
La vista de los 4 telescopios que componen al Very Large Telescope.

- El telescopio espacial Hubble se encuentra en órbita fuera de la atmósfera terrestre, para evitar que las imágenes sean distorsionadas por la refracción. De este modo el telescopio trabaja siempre al límite de difracción y puede ser usado para observaciones en el infrarrojo y en el ultravioleta.[25][26]
- El Very Large Telescope (VLT) es en la actualidad (2020) el más grande en existencia, compuesto por cuatro telescopios cada uno de 8 m de diámetro. Pertenece al Observatorio Europeo del Sur y fue construido en el Desierto de Atacama, al norte de Chile. Puede funcionar como cuatro telescopios separados o como uno solo, combinando la luz proveniente de los cuatro espejos.[27][28]
- El espejo individual más grande es el del Gran Telescopio Canarias, con un diámetro de 10,4 metros. Se compone, a su vez, de 36 segmentos más pequeños.[29][30]
- Existen muchos proyectos para fabricar telescopios aún más grandes, por ejemplo el Overwhelmingly Large Telescope (telescopio abrumadoramente grande), comúnmente llamado OWL, con un espejo de 100 metros de diámetro, sustituido finalmente por el E-ELT Telescopio Europeo Extremadamente Grande, de 39,6 metros.
- El telescopio Hale construido sobre el Monte Palomar, con un espejo de 5 metros de diámetro, fue el más grande por mucho tiempo. Tiene un único espejo de silicato de boro (Pyrex (tm)), que fue notoriamente difícil de construir.
- El telescopio del Monte Wilson, con 2,5 metros, fue usado por Edwin Hubble para probar la existencia de las galaxias y para analizar el desplazamiento al rojo que experimentan.[31]
- El refractor de 102 cm (1 m) del Observatorio Yerkes en el estado de Wisconsin, Estados Unidos, es el refractor orientable más grande del mundo.
- El telescopio espacial SOHO es un coronógrafo situado en una órbita entre la Tierra y el Sol observando ininterrumpidamente al Sol.

- La empresa alemana G. & S. Merz (Georg y Joseph Merz) estuvo activa con distintos nombres entre 1793 y 1867, dedicada a la producción de telescopios.[32][33][34][35][36][37][38] Sus instrumentos figuran en el Observatorio Astronómico de Quito[39] (telescopio refractor de 24 cm de la Escuela Politécnica Nacional); en el Observatorio de Cincinnati[40] (refractor de 27.94 cm, instalado en 1845);[41][42][43] en el Real Observatorio de Greenwich[44] (refractor de 31.75 cm desde 1858);[45] y en el Observatorio Astronómico de Brera[46] (un refractor de 218 mm desde 1862).

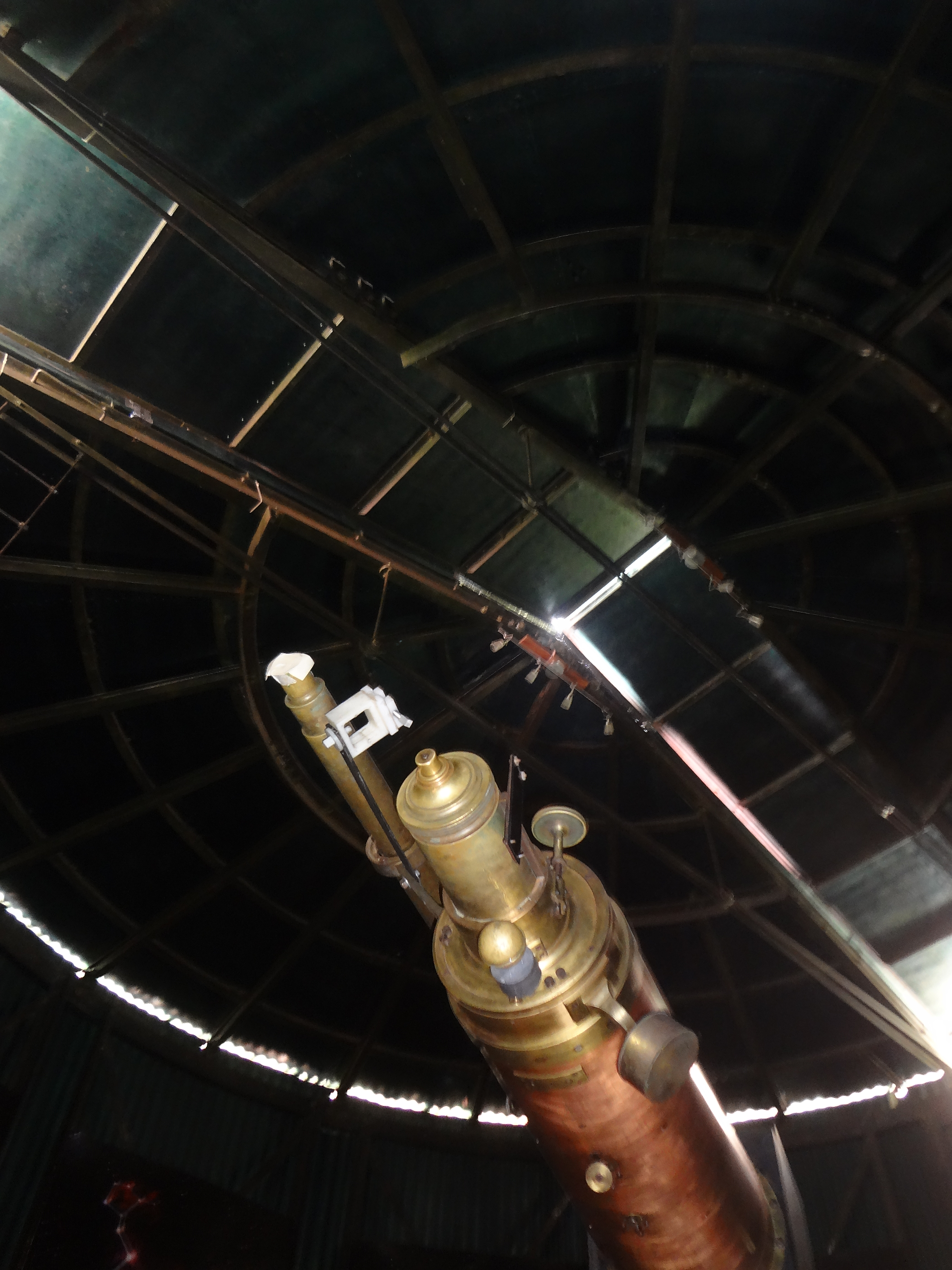
El telescopio espacial James Webb (en inglés, James Webb Space Telescope (JWST)) es un observatorio espacial desarrollado a través de la colaboración de 14 países, construido y operado conjuntamente por la Agencia Espacial Europea, la Agencia Espacial Canadiense y la NASA para sustituir los telescopios Hubble y Spitzer. El JWST ofrece una resolución y sensibilidad sin precedentes, y permite una amplia gama de investigaciones en los campos de la astronomía y la cosmología. Uno de sus principales objetivos es observar algunos de los eventos y objetos más distantes del universo, como la formación de las primeras galaxias. Este tipo de objetivos están fuera del alcance de los instrumentos terrestres y espaciales actuales. Entre sus objetivos están incluidos estudiar la formación de estrellas y planetas y obtener imágenes directas de exoplanetas y novas.
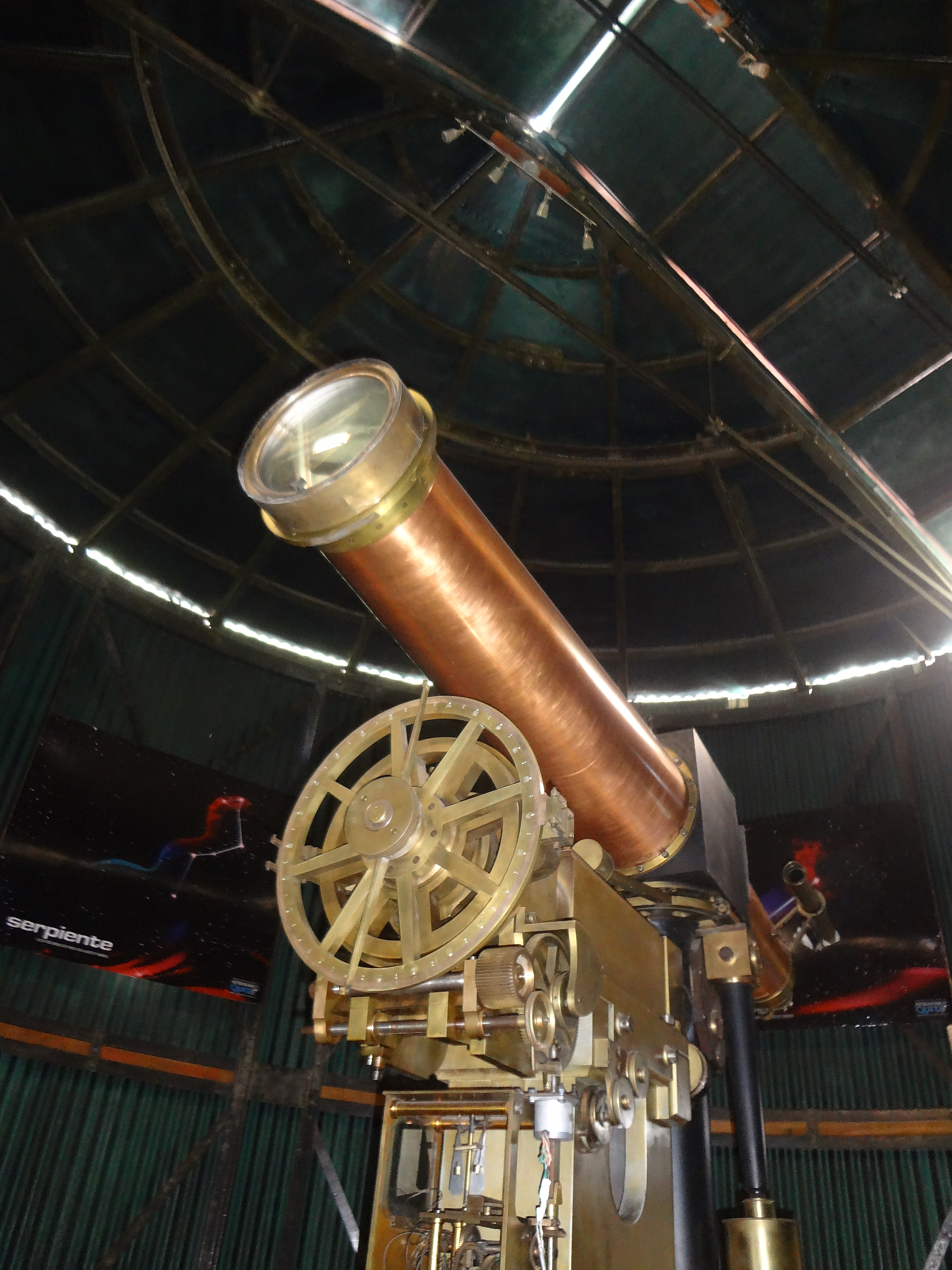
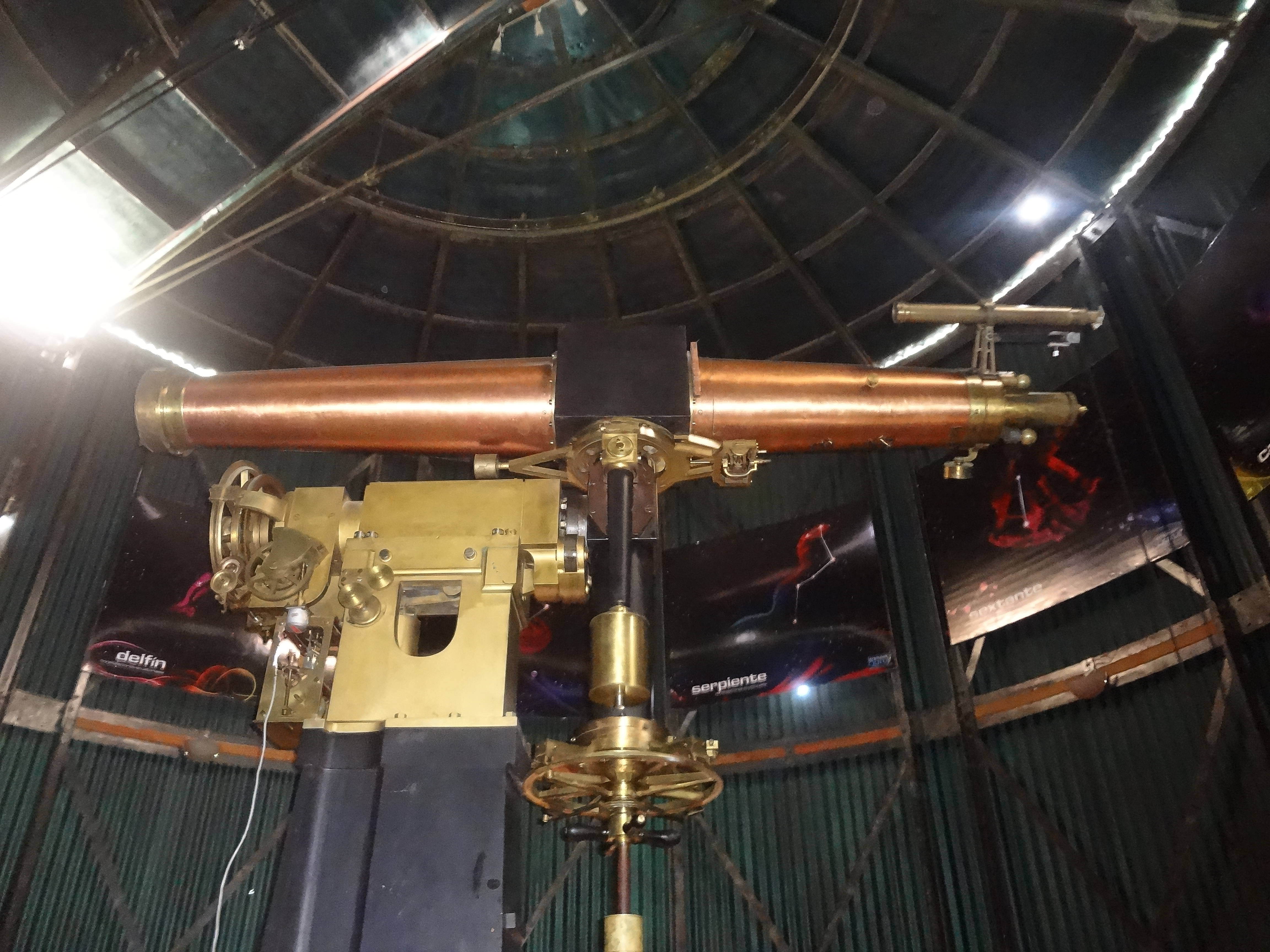